# Collana
Collana – miasto w Boliwii, w departamencie La Paz, w prowincji Aroma.